# فولتا مورسيا 2025
فولتا مورسيا 2025 (بالإسبانية: Vuelta a Murcia 2025)‏ هو سباق دراجات هوائية من فئة  سباق يوم واحد، وهو الموسم الخامس والأربعين من فولتا مورسيا، وأقيم في 15 فبراير 2025 ضمن سباقات طواف أوروبا للدراجات 2025.
فاز بالمركز الأول Fabio Christen ‏، وحلَّ في المركز الثاني Aurélien Paret-Peintre ‏، بينما جاء كريستيان سكاروني ‏ في المركز الثالث.

## الفرق
| فرق عالمية (5)- Decathlon AG2R La Mondiale Team - Movistar Team - UAE Team Emirates XRG - XDS Astana Team - Intermarché-Wanty فرق برو (9)- VF Group-Bardiani CSF-Faizanè - فريق الدراجات Q36.5 ‏ - سويس ريسينغ أكادمي ‏ - كاجا رورال-سيغوروس 2025 ‏ - برجس بي إتش ‏ - Equipo Kern Pharma ‏ - سبورت فلاندرين بالويس ‏ - Team TotalEnergies - أوسكالتيل أوسكادي 2025 ‏ فرق قارية (3)- Illes Balears Arabay Cycling ‏ - Petrolike ‏ - Project Echelon Racing ‏ فريق وطني- فريق إسبانيا لركوب الدراجات للرجال ‏ |  |
| |  |

## المشاركون
| Decathlon-AG2R La Mondiale DAT | Decathlon-AG2R La Mondiale DAT | Decathlon-AG2R La Mondiale DAT |
| ------------------------------ | ------------------------------ | ------------------------------ |
| م                              | عداء                           | مرتبة                          |
| 1                              | Aurélien Paret-Peintre ‏        | 2                              |
| 2                              | Clément Berthet ‏               | 14                             |
| 3                              | Jordan Labrosse ‏               | 10                             |
| 4                              | Noa Isidore ‏                   | 85                             |
| 5                              | كالوم سكوتسون                  | 51                             |
| 6                              | Johannes Staune-Mittet ‏        | 24                             |
| مدير الرياضة: Julien Jurdie ‏   |                                |                                |

| Movistar Team MOV                | Movistar Team MOV  | Movistar Team MOV |
| -------------------------------- | ------------------ | ----------------- |
| م                                | عداء               | مرتبة             |
| 11                               | نيرو كوينتانا      | 6                 |
| 12                               | غريغور مولبرغر     | 65                |
| 13                               | Carlos Canal ‏      | 11                |
| 14                               | غونزالو سيرانو     | 50                |
| 15                               | Lorenzo Milesi ‏    | 59                |
| 16                               | Jon Barrenetxea ‏   | 56                |
| 17                               | Mathias Norsgaard ‏ | لم يكمل السباق    |
| مدير الرياضة: خوسيه خواكين روخاس |                    |                   |

| UAE Team Emirates XRG UAD | UAE Team Emirates XRG UAD | UAE Team Emirates XRG UAD |
| ------------------------- | ------------------------- | ------------------------- |
| م                         | عداء                      | مرتبة                     |
| 21                        | مارك سولير                | لم يكمل السباق            |
| 22                        | تيم فيلانز                | 8                         |
| 23                        | إسحاق ديل تورو ‏           | 7                         |
| 24                        | براندون ماكنولتي          | 45                        |
| 25                        | Igor Arrieta ‏             | 15                        |
| 26                        | Adrià Pericas ‏            | 9                         |
| 27                        | SVK                       | لم يكمل السباق            |
| مدير الرياضة: مانويل موري |                           |                           |

| XDS Astana Team XAT          | XDS Astana Team XAT  | XDS Astana Team XAT |
| ---------------------------- | -------------------- | ------------------- |
| م                            | عداء                 | مرتبة               |
| 31                           | Clément Champoussin ‏ | 4                   |
| 32                           | لورينزو فورتوناتو    | 5                   |
| 33                           | Michele Gazzoli ‏     | 79                  |
| 34                           | فوستو ماسنادا        | 23                  |
| 35                           | كريستيان سكاروني ‏    | 3                   |
| 36                           | Darren van Bekkum ‏   | 58                  |
| 37                           | بيترو فيلاسكو        | 29                  |
| مدير الرياضة: ستيفانو زانيني |                      |                     |

| Intermarché-Wanty IWA       | Intermarché-Wanty IWA | Intermarché-Wanty IWA |
| --------------------------- | --------------------- | --------------------- |
| م                           | عداء                  | مرتبة                 |
| 41                          | Louis Barré ‏          | 17                    |
| 42                          | Kamiel Bonneu ‏        | 80                    |
| 43                          | Alexy Faure Prost ‏    | 62                    |
| 44                          | Simone Gualdi ‏        | 25                    |
| 45                          | Maxence Place‏         | 72                    |
| 46                          | Victor Hannes‏         | لم يكمل السباق        |
| 47                          | Luca Van Boven ‏       | 60                    |
| مدير الرياضة: بيتر فانسبيوك |                       |                       |

| VF Group-Bardiani CSF-Faizanè VBF | VF Group-Bardiani CSF-Faizanè VBF | VF Group-Bardiani CSF-Faizanè VBF |
| --------------------------------- | --------------------------------- | --------------------------------- |
| م                                 | عداء                              | مرتبة                             |
| 51                                | Luca Covili ‏                      | 28                                |
| 52                                | Martin Marcellusi ‏                | 27                                |
| 53                                | Luca Colnaghi ‏                    | لم يكمل السباق                    |
| 54                                | Luca Paletti ‏                     | 47                                |
| 55                                | ITA                               | 73                                |
| 56                                | Filippo Turconi ‏                  | 55                                |
| 57                                | Alessio Martinelli ‏               | لم يكمل السباق                    |
| مدير الرياضة: Mirko Rossato ‏      |                                   |                                   |

| فريق الدراجات Q36.5 ‏ Q36  | فريق الدراجات Q36.5 ‏ Q36 | فريق الدراجات Q36.5 ‏ Q36 |
| ------------------------- | ------------------------ | ------------------------ |
| م                         | عداء                     | مرتبة                    |
| 61                        | Walter Calzoni ‏          | لم يكمل السباق           |
| 62                        | Fabio Christen ‏          | 1                        |
| 63                        | مارك دونوفان             | لم يكمل السباق           |
| 64                        | ديفيد غونزاليس           | 54                       |
| 65                        | Milan Vader ‏             | 18                       |
| 66                        | Sjoerd Bax ‏              | 57                       |
| 67                        | Nicolò Parisini ‏         | لم يكمل السباق           |
| مدير الرياضة: Jens Zemke ‏ |                          |                          |

| سويس ريسينغ أكادمي ‏ TUD    | سويس ريسينغ أكادمي ‏ TUD | سويس ريسينغ أكادمي ‏ TUD |
| -------------------------- | ----------------------- | ----------------------- |
| م                          | عداء                    | مرتبة                   |
| 71                         | Alberto Dainese ‏        | لم يكمل السباق          |
| 72                         | Petr Kelemen ‏           | 66                      |
| 73                         | Fabian Lienhard ‏        | 34                      |
| 74                         | Miká Heming ‏            | لم يكمل السباق          |
| 75                         | Aivaras Mikutis ‏        | 68                      |
| 76                         | Roland Thalmann ‏        | 67                      |
| 77                         | ماركو هالر              | لم يكمل السباق          |
| مدير الرياضة: Bart Leysen ‏ |                         |                         |

| كاجا رورال-سيغوروس ‏ CJR       | كاجا رورال-سيغوروس ‏ CJR | كاجا رورال-سيغوروس ‏ CJR |
| ----------------------------- | ----------------------- | ----------------------- |
| م                             | عداء                    | مرتبة                   |
| 81                            | Fernando Barceló ‏       | 26                      |
| 82                            | Francisco Peñuela ‏      | 33                      |
| 83                            | إدوارد براديس           | لم يكمل السباق          |
| 84                            | Joel Nicolau ‏           | 38                      |
| 85                            | Samuel Fernández ‏       | 53                      |
| 86                            | Alex Molenaar ‏          | 42                      |
| 87                            | Julen Arriola-Bengoa ‏   | 64                      |
| مدير الرياضة: روبين مارتينيز ‏ |                         |                         |

| برجس بي إتش ‏ BBH             | برجس بي إتش ‏ BBH  | برجس بي إتش ‏ BBH |
| ---------------------------- | ----------------- | ---------------- |
| م                            | عداء              | مرتبة            |
| 91                           | ESP               | 35               |
| 92                           | Eric Fagúndez ‏    | 44               |
| 93                           | Clément Alleno ‏   | 12               |
| 94                           | ESP               | لم يكمل السباق   |
| 95                           | Hugo de la Calle ‏ | لم يكمل السباق   |
| 96                           | خوسيه مانويل دياز | 13               |
| 97                           | Ángel Fuentes ‏    | لم يكمل السباق   |
| مدير الرياضة: Damien Garcia ‏ |                   |                  |

| Equipo Kern Pharma ‏ EKP       | Equipo Kern Pharma ‏ EKP | Equipo Kern Pharma ‏ EKP |
| ----------------------------- | ----------------------- | ----------------------- |
| م                             | عداء                    | مرتبة                   |
| 101                           | ESP                     | 46                      |
| 102                           | Ibon Ruiz ‏              | 81                      |
| 103                           | José Félix Parra ‏       | 22                      |
| 104                           | Ibai Azanza ‏            | لم يكمل السباق          |
| 105                           | إيفان سوسا              | لم يكمل السباق          |
| 106                           | Mats Wenzel ‏            | 63                      |
| 107                           | Mikel Retegi ‏           | 39                      |
| مدير الرياضة: Juan José Oroz ‏ |                         |                         |

| سبورت فلاندرين بالويس ‏ TFB  | سبورت فلاندرين بالويس ‏ TFB | سبورت فلاندرين بالويس ‏ TFB |
| --------------------------- | -------------------------- | -------------------------- |
| م                           | عداء                       | مرتبة                      |
| 111                         | Siebe Deweirdt ‏            | 77                         |
| 112                         | Aaron Van Poucke ‏          | 88                         |
| 113                         | Yentl Vandevelde ‏          | 89                         |
| 114                         | Ward Vanhoof ‏              | 69                         |
| 115                         | Victor Vercouillie ‏        | 75                         |
| 116                         | Toon Clynhens ‏             | 30                         |
| 117                         | Brem Deman ‏                | 90                         |
| مدير الرياضة: هانز دي كليرك |                            |                            |

| Team TotalEnergies TEN         | Team TotalEnergies TEN | Team TotalEnergies TEN |
| ------------------------------ | ---------------------- | ---------------------- |
| م                              | عداء                   | مرتبة                  |
| 121                            | Alexys Brunel ‏         | لم يكمل السباق         |
| 122                            | Florian Dauphin ‏       | لم يكمل السباق         |
| 123                            | Joris Delbove ‏         | 32                     |
| 124                            | Fabien Doubey ‏         | 37                     |
| 125                            | Thomas Gachignard ‏     | 49                     |
| 126                            | Jordan Jegat ‏          | 16                     |
| 127                            | Nicola Marcerou ‏       | لم يكمل السباق         |
| مدير الرياضة: Lylian Lebreton ‏ |                        |                        |

| أوسكالتيل أوسكادي ‏ EUS   | أوسكالتيل أوسكادي ‏ EUS | أوسكالتيل أوسكادي ‏ EUS |
| ------------------------ | ---------------------- | ---------------------- |
| م                        | عداء                   | مرتبة                  |
| 141                      | Xabier Berasategi ‏     | لم يكمل السباق         |
| 142                      | ESP                    | لم يكمل السباق         |
| 143                      | Danny van der Tuuk ‏    | 41                     |
| 144                      | Unai Zubeldia ‏         | 84                     |
| 145                      | Iker Mintegi ‏          | لم يكمل السباق         |
| 146                      | Gotzon Martín ‏         | 31                     |
| 147                      | Louis Sutton ‏          | 71                     |
| مدير الرياضة: روبن بيريز |                        |                        |

| Illes Balears Arabay Cycling ‏ IBA | Illes Balears Arabay Cycling ‏ IBA | Illes Balears Arabay Cycling ‏ IBA |
| --------------------------------- | --------------------------------- | --------------------------------- |
| م                                 | عداء                              | مرتبة                             |
| 151                               | José María García ‏                | 48                                |
| 152                               | ESP                               | لم يكمل السباق                    |
| 153                               | ESP                               | لم يكمل السباق                    |
| 154                               | Unai Esparza ‏                     | 61                                |
| 155                               | ESP                               | لم يكمل السباق                    |
| 156                               | ESP                               | لم يكمل السباق                    |
| 157                               | ESP                               | لم يكمل السباق                    |
| مدير الرياضة: دانيال نافارو       |                                   |                                   |

| Petrolike ‏ PTL | Petrolike ‏ PTL         | Petrolike ‏ PTL |
| -------------- | ---------------------- | -------------- |
| م              | عداء                   | مرتبة          |
| 161            | جوناثان كايسيدو        | 20             |
| 162            | Filippo D'Aiuto ‏       | 83             |
| 163            | MEX                    | لم يكمل السباق |
| 164            | Carlos Alfonso García ‏ | 87             |
| 165            | Edgar Cadena ‏          | 21             |
| 166            | Lorenzo Peschi‏         | لم يكمل السباق |
| 167            | Edinson Callejas‏       | 43             |

| Project Echelon Racing ‏ PEC  | Project Echelon Racing ‏ PEC | Project Echelon Racing ‏ PEC |
| ---------------------------- | --------------------------- | --------------------------- |
| م                            | عداء                        | مرتبة                       |
| 171                          | Cade Bickmore ‏              | 86                          |
| 172                          | Caleb Classen‏               | لم يكمل السباق              |
| 173                          | Ethan Craine‏                | لم يكمل السباق              |
| 174                          | USA                         | 36                          |
| 175                          | Sam Boardman ‏               | 76                          |
| 176                          | ستيفن باسيت                 | 82                          |
| مدير الرياضة: Joey Rosskopf ‏ |                             |                             |

| فريق إسبانيا لركوب الدراجات للرجال ‏ ESP | فريق إسبانيا لركوب الدراجات للرجال ‏ ESP | فريق إسبانيا لركوب الدراجات للرجال ‏ ESP |
| --------------------------------------- | --------------------------------------- | --------------------------------------- |
| م                                       | عداء                                    | مرتبة                                   |
| 181                                     | ESP                                     | 78                                      |
| 182                                     | ESP                                     | 70                                      |
| 183                                     | ESP                                     | 40                                      |
| 184                                     | ESP                                     | 52                                      |
| 185                                     | Pau Martí ‏                              | 19                                      |
| 186                                     | ESP                                     | 74                                      |
| 187                                     | ESP                                     | لم يكمل السباق                          |
| مدير الرياضة: Pascual Orengo ‏           |                                         |                                         |

| Decathlon-AG2R La Mondiale DAT | Decathlon-AG2R La Mondiale DAT | Decathlon-AG2R La Mondiale DAT |
| ------------------------------ | ------------------------------ | ------------------------------ |
| م                              | عداء                           | مرتبة                          |
| 1                              | Aurélien Paret-Peintre ‏        | 2                              |
| 2                              | Clément Berthet ‏               | 14                             |
| 3                              | Jordan Labrosse ‏               | 10                             |
| 4                              | Noa Isidore ‏                   | 85                             |
| 5                              | كالوم سكوتسون                  | 51                             |
| 6                              | Johannes Staune-Mittet ‏        | 24                             |
| مدير الرياضة: Julien Jurdie ‏   |                                |                                |

| Movistar Team MOV                | Movistar Team MOV  | Movistar Team MOV |
| -------------------------------- | ------------------ | ----------------- |
| م                                | عداء               | مرتبة             |
| 11                               | نيرو كوينتانا      | 6                 |
| 12                               | غريغور مولبرغر     | 65                |
| 13                               | Carlos Canal ‏      | 11                |
| 14                               | غونزالو سيرانو     | 50                |
| 15                               | Lorenzo Milesi ‏    | 59                |
| 16                               | Jon Barrenetxea ‏   | 56                |
| 17                               | Mathias Norsgaard ‏ | لم يكمل السباق    |
| مدير الرياضة: خوسيه خواكين روخاس |                    |                   |

| UAE Team Emirates XRG UAD | UAE Team Emirates XRG UAD | UAE Team Emirates XRG UAD |
| ------------------------- | ------------------------- | ------------------------- |
| م                         | عداء                      | مرتبة                     |
| 21                        | مارك سولير                | لم يكمل السباق            |
| 22                        | تيم فيلانز                | 8                         |
| 23                        | إسحاق ديل تورو ‏           | 7                         |
| 24                        | براندون ماكنولتي          | 45                        |
| 25                        | Igor Arrieta ‏             | 15                        |
| 26                        | Adrià Pericas ‏            | 9                         |
| 27                        | SVK                       | لم يكمل السباق            |
| مدير الرياضة: مانويل موري |                           |                           |

| XDS Astana Team XAT          | XDS Astana Team XAT  | XDS Astana Team XAT |
| ---------------------------- | -------------------- | ------------------- |
| م                            | عداء                 | مرتبة               |
| 31                           | Clément Champoussin ‏ | 4                   |
| 32                           | لورينزو فورتوناتو    | 5                   |
| 33                           | Michele Gazzoli ‏     | 79                  |
| 34                           | فوستو ماسنادا        | 23                  |
| 35                           | كريستيان سكاروني ‏    | 3                   |
| 36                           | Darren van Bekkum ‏   | 58                  |
| 37                           | بيترو فيلاسكو        | 29                  |
| مدير الرياضة: ستيفانو زانيني |                      |                     |

| Intermarché-Wanty IWA       | Intermarché-Wanty IWA | Intermarché-Wanty IWA |
| --------------------------- | --------------------- | --------------------- |
| م                           | عداء                  | مرتبة                 |
| 41                          | Louis Barré ‏          | 17                    |
| 42                          | Kamiel Bonneu ‏        | 80                    |
| 43                          | Alexy Faure Prost ‏    | 62                    |
| 44                          | Simone Gualdi ‏        | 25                    |
| 45                          | Maxence Place‏         | 72                    |
| 46                          | Victor Hannes‏         | لم يكمل السباق        |
| 47                          | Luca Van Boven ‏       | 60                    |
| مدير الرياضة: بيتر فانسبيوك |                       |                       |

| VF Group-Bardiani CSF-Faizanè VBF | VF Group-Bardiani CSF-Faizanè VBF | VF Group-Bardiani CSF-Faizanè VBF |
| --------------------------------- | --------------------------------- | --------------------------------- |
| م                                 | عداء                              | مرتبة                             |
| 51                                | Luca Covili ‏                      | 28                                |
| 52                                | Martin Marcellusi ‏                | 27                                |
| 53                                | Luca Colnaghi ‏                    | لم يكمل السباق                    |
| 54                                | Luca Paletti ‏                     | 47                                |
| 55                                | ITA                               | 73                                |
| 56                                | Filippo Turconi ‏                  | 55                                |
| 57                                | Alessio Martinelli ‏               | لم يكمل السباق                    |
| مدير الرياضة: Mirko Rossato ‏      |                                   |                                   |

| فريق الدراجات Q36.5 ‏ Q36  | فريق الدراجات Q36.5 ‏ Q36 | فريق الدراجات Q36.5 ‏ Q36 |
| ------------------------- | ------------------------ | ------------------------ |
| م                         | عداء                     | مرتبة                    |
| 61                        | Walter Calzoni ‏          | لم يكمل السباق           |
| 62                        | Fabio Christen ‏          | 1                        |
| 63                        | مارك دونوفان             | لم يكمل السباق           |
| 64                        | ديفيد غونزاليس           | 54                       |
| 65                        | Milan Vader ‏             | 18                       |
| 66                        | Sjoerd Bax ‏              | 57                       |
| 67                        | Nicolò Parisini ‏         | لم يكمل السباق           |
| مدير الرياضة: Jens Zemke ‏ |                          |                          |

| سويس ريسينغ أكادمي ‏ TUD    | سويس ريسينغ أكادمي ‏ TUD | سويس ريسينغ أكادمي ‏ TUD |
| -------------------------- | ----------------------- | ----------------------- |
| م                          | عداء                    | مرتبة                   |
| 71                         | Alberto Dainese ‏        | لم يكمل السباق          |
| 72                         | Petr Kelemen ‏           | 66                      |
| 73                         | Fabian Lienhard ‏        | 34                      |
| 74                         | Miká Heming ‏            | لم يكمل السباق          |
| 75                         | Aivaras Mikutis ‏        | 68                      |
| 76                         | Roland Thalmann ‏        | 67                      |
| 77                         | ماركو هالر              | لم يكمل السباق          |
| مدير الرياضة: Bart Leysen ‏ |                         |                         |

| كاجا رورال-سيغوروس ‏ CJR       | كاجا رورال-سيغوروس ‏ CJR | كاجا رورال-سيغوروس ‏ CJR |
| ----------------------------- | ----------------------- | ----------------------- |
| م                             | عداء                    | مرتبة                   |
| 81                            | Fernando Barceló ‏       | 26                      |
| 82                            | Francisco Peñuela ‏      | 33                      |
| 83                            | إدوارد براديس           | لم يكمل السباق          |
| 84                            | Joel Nicolau ‏           | 38                      |
| 85                            | Samuel Fernández ‏       | 53                      |
| 86                            | Alex Molenaar ‏          | 42                      |
| 87                            | Julen Arriola-Bengoa ‏   | 64                      |
| مدير الرياضة: روبين مارتينيز ‏ |                         |                         |

| برجس بي إتش ‏ BBH             | برجس بي إتش ‏ BBH  | برجس بي إتش ‏ BBH |
| ---------------------------- | ----------------- | ---------------- |
| م                            | عداء              | مرتبة            |
| 91                           | ESP               | 35               |
| 92                           | Eric Fagúndez ‏    | 44               |
| 93                           | Clément Alleno ‏   | 12               |
| 94                           | ESP               | لم يكمل السباق   |
| 95                           | Hugo de la Calle ‏ | لم يكمل السباق   |
| 96                           | خوسيه مانويل دياز | 13               |
| 97                           | Ángel Fuentes ‏    | لم يكمل السباق   |
| مدير الرياضة: Damien Garcia ‏ |                   |                  |

| Equipo Kern Pharma ‏ EKP       | Equipo Kern Pharma ‏ EKP | Equipo Kern Pharma ‏ EKP |
| ----------------------------- | ----------------------- | ----------------------- |
| م                             | عداء                    | مرتبة                   |
| 101                           | ESP                     | 46                      |
| 102                           | Ibon Ruiz ‏              | 81                      |
| 103                           | José Félix Parra ‏       | 22                      |
| 104                           | Ibai Azanza ‏            | لم يكمل السباق          |
| 105                           | إيفان سوسا              | لم يكمل السباق          |
| 106                           | Mats Wenzel ‏            | 63                      |
| 107                           | Mikel Retegi ‏           | 39                      |
| مدير الرياضة: Juan José Oroz ‏ |                         |                         |

| سبورت فلاندرين بالويس ‏ TFB  | سبورت فلاندرين بالويس ‏ TFB | سبورت فلاندرين بالويس ‏ TFB |
| --------------------------- | -------------------------- | -------------------------- |
| م                           | عداء                       | مرتبة                      |
| 111                         | Siebe Deweirdt ‏            | 77                         |
| 112                         | Aaron Van Poucke ‏          | 88                         |
| 113                         | Yentl Vandevelde ‏          | 89                         |
| 114                         | Ward Vanhoof ‏              | 69                         |
| 115                         | Victor Vercouillie ‏        | 75                         |
| 116                         | Toon Clynhens ‏             | 30                         |
| 117                         | Brem Deman ‏                | 90                         |
| مدير الرياضة: هانز دي كليرك |                            |                            |

| Team TotalEnergies TEN         | Team TotalEnergies TEN | Team TotalEnergies TEN |
| ------------------------------ | ---------------------- | ---------------------- |
| م                              | عداء                   | مرتبة                  |
| 121                            | Alexys Brunel ‏         | لم يكمل السباق         |
| 122                            | Florian Dauphin ‏       | لم يكمل السباق         |
| 123                            | Joris Delbove ‏         | 32                     |
| 124                            | Fabien Doubey ‏         | 37                     |
| 125                            | Thomas Gachignard ‏     | 49                     |
| 126                            | Jordan Jegat ‏          | 16                     |
| 127                            | Nicola Marcerou ‏       | لم يكمل السباق         |
| مدير الرياضة: Lylian Lebreton ‏ |                        |                        |

| أوسكالتيل أوسكادي ‏ EUS   | أوسكالتيل أوسكادي ‏ EUS | أوسكالتيل أوسكادي ‏ EUS |
| ------------------------ | ---------------------- | ---------------------- |
| م                        | عداء                   | مرتبة                  |
| 141                      | Xabier Berasategi ‏     | لم يكمل السباق         |
| 142                      | ESP                    | لم يكمل السباق         |
| 143                      | Danny van der Tuuk ‏    | 41                     |
| 144                      | Unai Zubeldia ‏         | 84                     |
| 145                      | Iker Mintegi ‏          | لم يكمل السباق         |
| 146                      | Gotzon Martín ‏         | 31                     |
| 147                      | Louis Sutton ‏          | 71                     |
| مدير الرياضة: روبن بيريز |                        |                        |

| Illes Balears Arabay Cycling ‏ IBA | Illes Balears Arabay Cycling ‏ IBA | Illes Balears Arabay Cycling ‏ IBA |
| --------------------------------- | --------------------------------- | --------------------------------- |
| م                                 | عداء                              | مرتبة                             |
| 151                               | José María García ‏                | 48                                |
| 152                               | ESP                               | لم يكمل السباق                    |
| 153                               | ESP                               | لم يكمل السباق                    |
| 154                               | Unai Esparza ‏                     | 61                                |
| 155                               | ESP                               | لم يكمل السباق                    |
| 156                               | ESP                               | لم يكمل السباق                    |
| 157                               | ESP                               | لم يكمل السباق                    |
| مدير الرياضة: دانيال نافارو       |                                   |                                   |

| Petrolike ‏ PTL | Petrolike ‏ PTL         | Petrolike ‏ PTL |
| -------------- | ---------------------- | -------------- |
| م              | عداء                   | مرتبة          |
| 161            | جوناثان كايسيدو        | 20             |
| 162            | Filippo D'Aiuto ‏       | 83             |
| 163            | MEX                    | لم يكمل السباق |
| 164            | Carlos Alfonso García ‏ | 87             |
| 165            | Edgar Cadena ‏          | 21             |
| 166            | Lorenzo Peschi‏         | لم يكمل السباق |
| 167            | Edinson Callejas‏       | 43             |

| Project Echelon Racing ‏ PEC  | Project Echelon Racing ‏ PEC | Project Echelon Racing ‏ PEC |
| ---------------------------- | --------------------------- | --------------------------- |
| م                            | عداء                        | مرتبة                       |
| 171                          | Cade Bickmore ‏              | 86                          |
| 172                          | Caleb Classen‏               | لم يكمل السباق              |
| 173                          | Ethan Craine‏                | لم يكمل السباق              |
| 174                          | USA                         | 36                          |
| 175                          | Sam Boardman ‏               | 76                          |
| 176                          | ستيفن باسيت                 | 82                          |
| مدير الرياضة: Joey Rosskopf ‏ |                             |                             |

| فريق إسبانيا لركوب الدراجات للرجال ‏ ESP | فريق إسبانيا لركوب الدراجات للرجال ‏ ESP | فريق إسبانيا لركوب الدراجات للرجال ‏ ESP |
| --------------------------------------- | --------------------------------------- | --------------------------------------- |
| م                                       | عداء                                    | مرتبة                                   |
| 181                                     | ESP                                     | 78                                      |
| 182                                     | ESP                                     | 70                                      |
| 183                                     | ESP                                     | 40                                      |
| 184                                     | ESP                                     | 52                                      |
| 185                                     | Pau Martí ‏                              | 19                                      |
| 186                                     | ESP                                     | 74                                      |
| 187                                     | ESP                                     | لم يكمل السباق                          |
| مدير الرياضة: Pascual Orengo ‏           |                                         |                                         |

## التصنيف العام النهائي
| التصنيف العام         | التصنيف العام           | التصنيف العام        | التصنيف العام | التصنيف العام |
| العداء                | العداء                  | الفريق               | الوقت         |               |
| --------------------- | ----------------------- | -------------------- | ------------- | ------------- |
| 1                     | Fabio Christen ‏         | فريق الدراجات Q36.5 ‏ | 4 س 38 د 09 ث |               |
| 2                     | Aurélien Paret-Peintre ‏ | أيه إل أم            | + 0 ث         |               |
| 3                     | كريستيان سكاروني ‏       | فريق آستانا          | + 0 ث         |               |
| 4                     | Clément Champoussin ‏    | فريق آستانا          | + 0 ث         |               |
| 5                     | لورينزو فورتوناتو       | فريق آستانا          | + 0 ث         |               |
| 6                     | نيرو كوينتانا           | موفيستار             | + 0 ث         |               |
| 7                     | إسحاق ديل تورو ‏         | فريق الإمارات        | + 0 ث         |               |
| 8                     | تيم فيلانز              | فريق الإمارات        | + 2 ث         |               |
| 9                     | Adrià Pericas ‏          | فريق الإمارات        | + 5 ث         |               |
| 10                    | Jordan Labrosse ‏        | أيه إل أم            | + 10 ث        |               |
|                       |                         |                      |               |               |
| مصدر: ProCyclingStats |                         |                      |               |               |

## وصلات خارجية
- الموقع الرسمي
- لمحة عن سباق فولتا مورسيا 2025 على موقع  ProCyclingStats   (برو  سايكلنج  ستاتس) - إحصاءات  محترفي  الدراجات.
- فولتا مورسيا 2025 على موقع إحصائيات الدراجات الإحترافية (الإنجليزية)